# Jeremy Valeriote
Jeremy Valeriote est un homme politique canadien.

## Biographie et engagements
Jeremy Valeriote a travaillé comme ingénieur en géologie et en environnement et a siégé au conseil municipal de Gibsons.
Lors des élections générales britanno-colombiennes de 2020, il se présente pour le Parti vert de la Colombie-Britannique dans West Vancouver-Sea to Sky. Le soir de l'élection, il est annoncé victorieux face au sortant libéral Jordan Sturdy, dans un contexte de campagne lié aux enjeux du gaz naturel liquéfié. Cependant, à la suite d'un recomptage judiciaire, le score est inversé et il est finalement pas élu.
De nouveau candat lors des élections générales britanno-colombiennes de 2024, alors que le sortant ne se représente pas, il emporte cette fois la victoire avec une marge de plus de 600 voix. Il devient donc le premier député vert à être élu député à l'extérieur de l'île de Vancouver.